# Louis Nolan
Pour les articles homonymes, voir Nolan.
Louis Edward Nolan, né le 4 janvier 1818 dans le comté de York en Ontario et mort le 25 octobre 1854 en Crimée, est un officier de l'armée britannique et un théoricien militaire connu pour son rôle et sa mort dans la charge de la brigade légère, pendant la guerre de Crimée. 
Fils d'un diplomate, Nolan fit ses études en Autriche à l'école du génie de Tulln, où il se fit connaître pour ses talents de cavalier et ses travaux théoriques. Après l'obtention de son diplôme, il fut affecté au 10e régiment de hussards autrichiens avec lequel il servit en Autriche, en Hongrie et sur la frontière polonaise. Le népotisme qui régnait alors dans l'armée austro-hongroise limitait néanmoins ses possibilités d'avancement et Nolan intégra l'armée britannique en tant que cornette au sein du 15e régiment de hussards. 
Déployé en Inde, Nolan devint le maître d'équitation de son régiment et fut affecté comme aide de camp auprès du général George Berkeley (en), commandant en chef de l'armée de Madras. Il effectua notamment des tests avec des chevaux hongres afin d'étudier la possibilité d'utiliser ces derniers comme montures de cavalerie à la place des étalons. Nommé capitaine en 1850, il retourna en Grande-Bretagne l'année suivante avant de voyager en Europe continentale ; il écrivit également deux ouvrages dont le second, Cavalry: Its History and Tactics, fut unanimement salué par la critique et conduisit à l'adoption de la « selle Nolan » par l'armée britannique. Devenu un expert écouté sur les questions relatives à la cavalerie, Nolan fut envoyé au Moyen-Orient dans les premiers jours de la guerre de Crimée afin de se procurer des montures. Il fut ensuite attaché à l'état-major du général Richard Airey et délivra en cette qualité l'ordre qui fut à l'origine de la charge de la brigade légère. 
Au total, 40 % de l'effectif de la brigade fut tué, blessé, capturé ou mis hors de combat, dont Nolan, qui fut la première victime de la charge. La plupart des récits contemporains sont très critiques à l'égard de Nolan, l'accusant de ne pas avoir transmis correctement l'ordre, de façon délibérée ou non. Les historiens plus récents tendent néanmoins à rejeter la responsabilité du désastre non seulement sur Nolan mais aussi sur Lord Raglan, commandant en chef des forces britanniques en Crimée, et sur le commandant de la cavalerie, Lord Lucan.

## Jeunesse et éducation

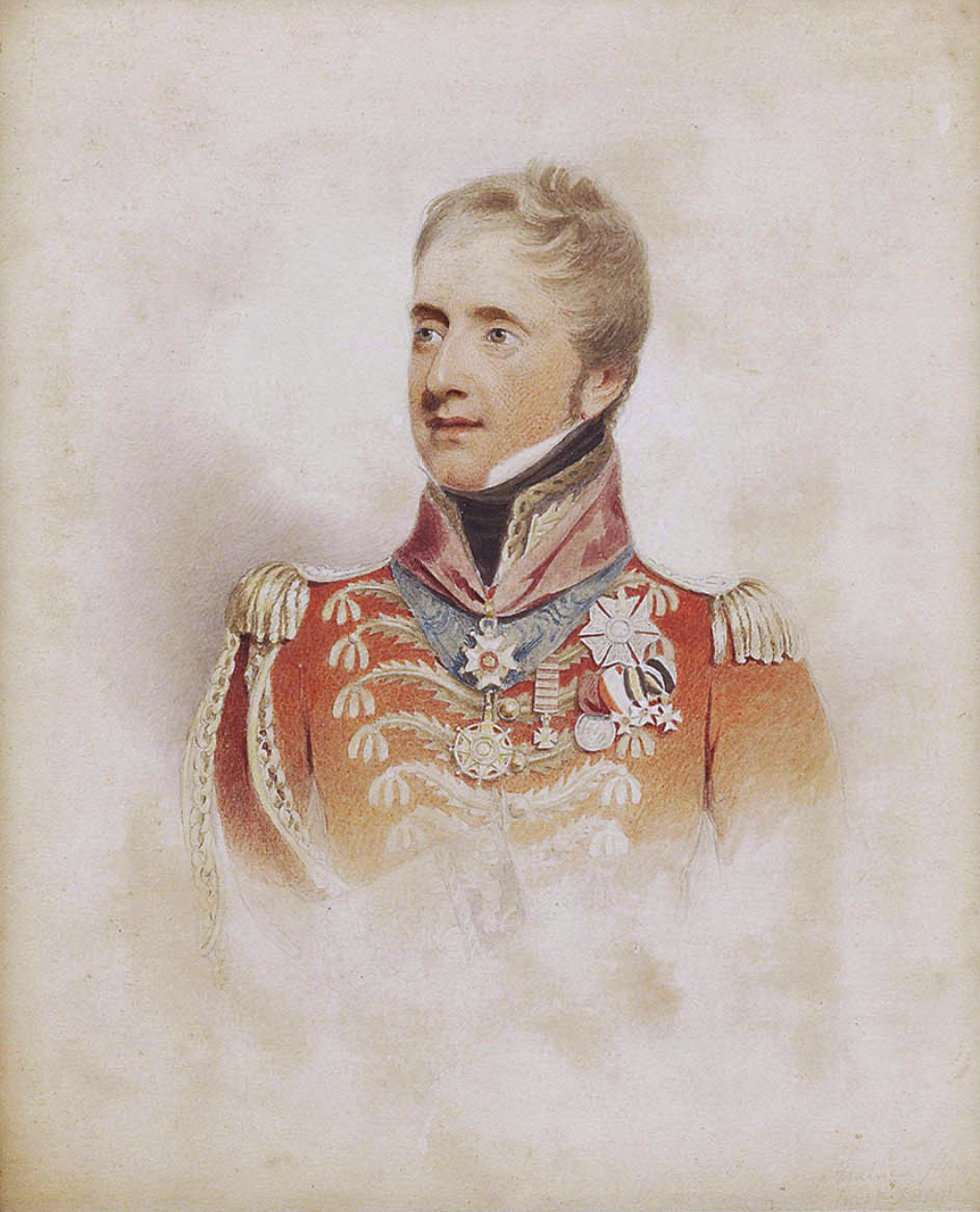
Lord FitzRoy Somerset, qui accorda une audience à Nolan et lui permit de rejoindre l'armée britannique. Aquarelle de William Haines.

Louis Nolan naquit le 4 janvier 1818 dans le comté de York en Ontario, du mariage de Babington et d'Elizabeth Nolan. Son père ayant été renvoyé du modeste poste diplomatique qu'il occupait au consulat britannique de Milan, Nolan fut admis à l'école autrichienne du génie de Tulln, où il était appelé Ludwig par ses camarades. Le désir de son père de le voir intégrer une branche prestigieuse des forces armées conduisit Nolan à être régulièrement muté dans d'autres écoles pour cadets afin d'en apprendre davantage sur le monde militaire. Attiré par la cavalerie, il montra rapidement des aptitudes en équitation, en théorie militaire et en histoire. L'Autriche-Hongrie était à cette époque un pays multilingue et il étudia également plusieurs langues, en particulier le hongrois. Les autres cours donnés aux élèves portaient sur les fortifications, l'ingénierie hydraulique, les mathématiques, l'escrime, la nage et la construction de ponts. Diplômé de l'école du génie en mai 1835 avec un an d'avance, probablement sur la recommandation du prince Alois II de Liechtenstein, Nolan fut affecté avec un grade subalterne au 10e régiment de hussards autrichiens.
Le jeune officier servit en Autriche, en Hongrie et sur la frontière polonaise, où il se fit de nouveau remarquer par ses talents de cavalier et ses compétences linguistiques. Son dossier individuel de 1838 notait à son propos : « beaucoup de zèle et d'application ». Très populaire au sein de son régiment, Nolan fut élevé au grade de lieutenant de premier mais sa qualité d'étranger et ses origines roturières limitaient ses possibilités d'avancement. Les promotions au sein de l'armée autrichienne étaient théoriquement basées sur le mérite, mais dans la pratique elles concernaient surtout les nobles qui pouvaient acheter leur grade en échange de faveurs ou d'une certaine somme d'argent. Le père de Nolan tenta vainement d'obtenir le transfert de son fils à l'armée britannique, mais une nouvelle opportunité se présenta à l'occasion du retour de Nolan en Grande-Bretagne pour le couronnement de la reine Victoria en 1838. Pendant son séjour, Nolan se vit accorder une audience avec Lord FitzRoy Somerset tandis que son père entama des négociations avec le général autrichien Clam-Gallas afin de permettre à son fils de quitter le service de l'Autriche. Finalement, après s'être acquitté de la somme de 450 livres, Nolan fut incorporé au 15e régiment de hussards britannique avec le grade de cornette le 23 avril 1839. Sa démission de l'armée autrichienne ne fut jamais formellement acceptée et il ne fut rayé des contrôles que le 31 octobre 1899, 45 ans après sa mort.

## Au sein du15erégiment de dragons légers

### Service en Inde

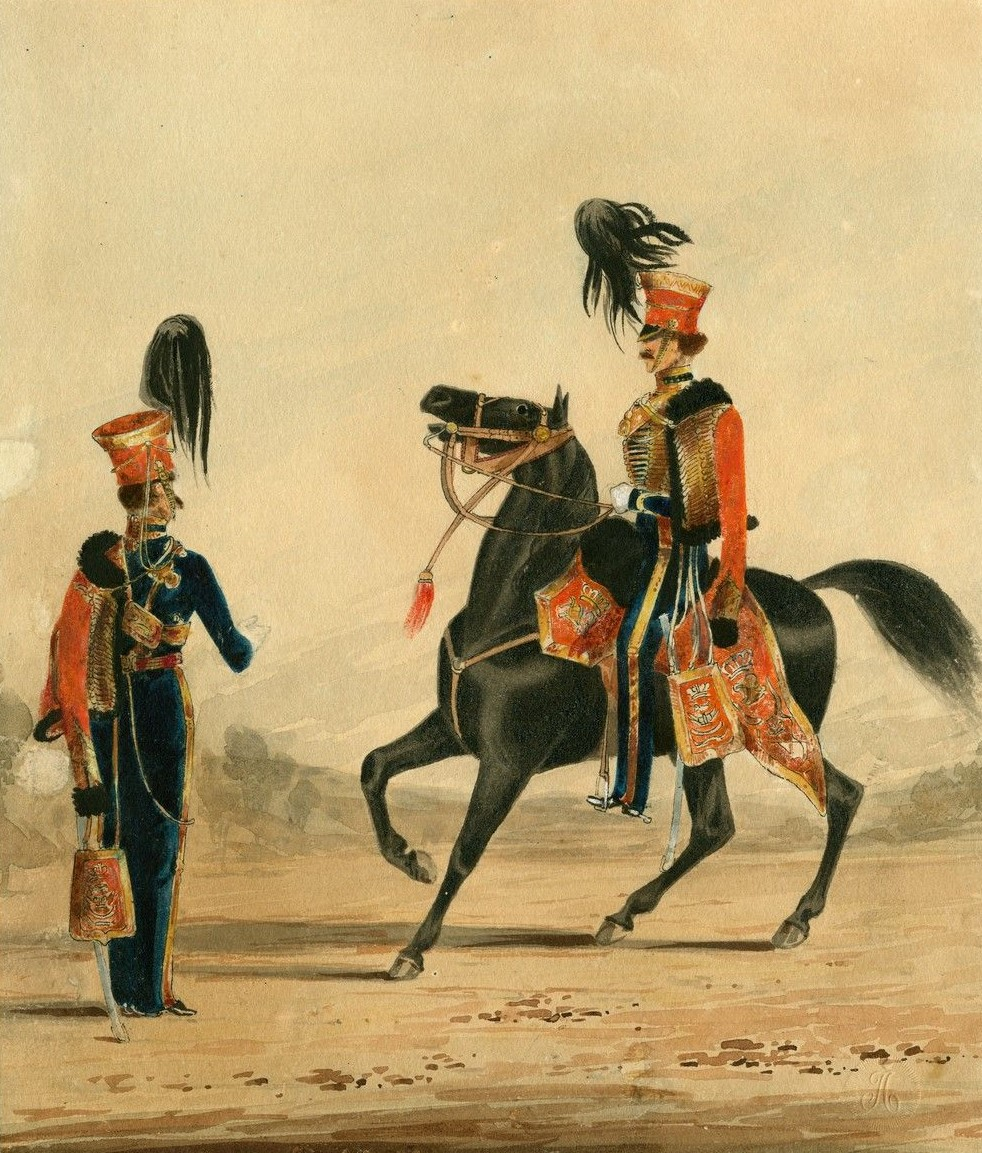
Officiers du 15e régiment de dragons légers (hussards) britannique, 1831-1840.

Nolan avait délibérément choisi d'être transféré dans un régiment servant en Inde, malgré la mauvaise réputation dont jouissait ce théâtre d'opération à cette époque. Il se rendit tout d'abord à Maidstone, où le 15e dragons légers entretenait un dépôt pour former les nouvelles recrues sous le commandement du capitaine George Key. Il embarqua ensuite à bord du transport de troupes Malabar à destination de Bombay, où il arriva le 9 novembre 1839. Peu après son arrivée, il tomba malade et obtint un congé de deux ans pour soigner sa santé, à compter du 26 mars 1840. Il retourna alors en Grande-Bretagne. Il reprit du service en juin 1841 et fut de nouveau affecté au dépôt de Maidstone; le grade de lieutenant lui fut octroyé le 19 de ce mois. Il partit une nouvelle fois en permission au mois d'août afin de suivre des cours d'équitation et passer l'examen. Il revint à l'armée le 8 mars 1842, juste après l'obtention de son diplôme. 
Sa présence au dépôt de Maidstone donna l'occasion à Nolan d'étudier plus en profondeur les théories relatives à la cavalerie et de faire la rencontre de plusieurs autres officiers, dont le capitaine Key avec lequel il devint ami. En octobre 1842, il quitta Maidstone pour l'Inde et débarqua à Madras le 9 mai 1843. Le 15e régiment de dragons légers était stationné à Bangalore, une zone plutôt tranquille, et Nolan ne participa à aucun combat durant cette période. Il fut nommé maître d'équitation du régiment le 13 août 1844 en raison de ses connaissances en la matière. Pendant son temps libre, Nolan aimait à chevaucher sa monture Arab Beauty et, lors des courses du cantonnement de Bangalore en octobre 1846, il arriva en deuxième position par deux fois, remportant le Galloway Stakes et le Ladies' Purse. L'année suivante, il retenta sa chance avec son cheval Sahagun, sans succès. 
En tant que maître d'équitation de son régiment, Nolan modifia le programme d'entraînement, en rétablissant par exemple l'utilisation de barres de saut et en s'attachant à donner des leçons individuelles aux soldats avant de les faire évoluer en formation par escadron entier. Il désigna également dans chaque compagnie un soldat entraîné spécialement pour dompter les nouveaux chevaux. En l'espace de quelques années, le niveau d'équitation des cavaliers du régiment s'améliora fortement, de même que la réputation de Nolan. Lorsque l'unité fut inspectée par le major général John Aitchison, un homme particulièrement exigeant, celui-ci écrivit : 

« La façon qu'a Nolan d'entraîner les chevaux et d'enseigner l'équitation mériterait d'être mieux connue. L'assise des hommes est plus uniforme et la main est légère et ferme. La main et le talon travaillant ensemble, les chevaux conservent une discipline dans les rangs que je ne m'attendais pas à voir dans un régiment monté sur des chevaux entiers. »

En janvier 1849, Nolan fut affecté en qualité d'aide de camp à l'état-major du général George Berkeley (en), commandant en chef de l'armée britannique de Madras. Il devint rapidement amis avec les deux fils de Berkeley, Charles et George, qui partageaient son enthousiasme pour les courses de chevaux. En 1850, Nolan accompagna Berkeley lors d'une visite de la région et effectua des tests sur des chevaux hongres afin d'étudier la possibilité d'utiliser ces derniers comme montures de cavalerie à la place des étalons. Il fut par ailleurs nommé au grade de capitaine après achat d'une commission le 8 mars. En dépit des services rendus, Nolan se rendit compte que ses perspectives d'avenir étaient beaucoup plus limitées en Inde qu'en Angleterre et qu'il n'était plus en mesure de supporter les frais supplémentaires liés au service dans les colonies. À la même époque, de nombreux officiers supérieurs ne prenaient pas au sérieux la possibilité d'une carrière en Inde et Nolan estima que sa présence sur place ne constituait pas une garantie d'avancement. En conséquence, s'étant vu accorder un congé maladie pour deux ans à partir du 16 janvier 1851, il retourna en Grande-Bretagne avec l'intention d'effectuer le Grand Tour en Europe et d'écrire un livre sur la cavalerie.

### Voyage en Europe et publications sur la théorie militaire

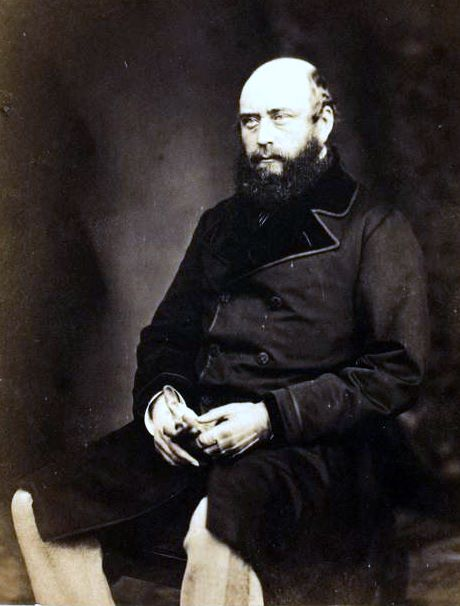
Le duc de Cambridge, qui assista aux tests de la « selle Nolan », entrée en vigueur par la suite dans l'armée britannique. Photographie de Roger Fenton, 1855.

Après un bref séjour en Angleterre, Nolan, accompagné du colonel George Key, se mit à voyager dans toute l'Europe, notamment en France, en Russie, en Suède et dans les États allemands. Le régiment de la garde à cheval suédoise fit sur lui une grande impression et Nolan écrivit plus tard qu'il s'agissait d'« un des meilleurs régiments de cavalerie étrangers que j'ai jamais vu ». Il fut également séduit par le travail de François Baucher et envisagea dans un premier temps de se contenter de traduire la Méthode d'équitation de Baucher en anglais. En Russie, il assista à une revue d'unités de cavalerie cosaques et circassiennes, retourna ensuite en Allemagne et eut l'occasion d'observer de près les dragons saxons. De retour à Maidstone en octobre 1852 et promu au poste de commandant du dépôt de son régiment, il publia son premier ouvrage, The Training of Cavalry Remount Horses: A New System aux éditions Parker, Furnivall & Parker. Dédié à Berkeley, le livre s'adressait plus aux officiers de cavalerie qu'aux cavaliers en général.
Les réactions au travail de Nolan furent limitées, en partie à cause de son caractère spécialisé. Son deuxième ouvrage, Cavalry: Its History and Tactics, traitait de manière plus larges de ses théories sur la cavalerie, formulait un certain nombre de recommandations comme l'utilisation de la carabine à pied plutôt qu'à cheval et suggérait des modifications importantes de la selle elle-même. La selle en vigueur, utilisée depuis 1796, était considérée comme trop haute, empêchant le cavalier de se servir correctement du bas de ses jambes et créant une instabilité. Avec l'aide du sergent sellier du dépôt de Maidstone, Nolan élabora un nouveau modèle de selle qui visait à réduire le frottement des jambes contre le cheval et à améliorer le confort du cavalier tout en étant plus léger que le modèle existant. La nouvelle selle fut testée en avril 1853 en présence du duc de Cambridge, inspecteur-général de la cavalerie. Les résultats furent positifs et elle fut introduite dans les unités de cavalerie britanniques, officiellement sous le nom d’Universal Wood Arch Pattern Design même si elle continua d'être couramment désignée la « selle Nolan ».
Cavalry: Its History and Tactics reçut un accueil beaucoup plus chaleureux que son précédent ouvrage : le magazine The Illustrated London News salua ses connaissances et son enthousiasme et recommanda son livre aux civils comme aux militaires ; une critique favorable parut également dans The Times. Le deuxième ouvrage de Nolan, considéré comme un « travail important et même précurseur », continua de faire référence dans les décennies suivantes et fit connaître son auteur en Grande-Bretagne et aux États-Unis. Il eut également des répercussions en Inde, où il fut accueilli comme « le manuel pour un officier de cavalerie soucieux de comprendre et de faire honneur à sa profession ». Une copie fut envoyée par le major-général Wetherall à un certain Bonneau du Martray, membre de l'état-major impérial français, qui, après l'avoir lu, en publia une traduction intégrale intitulée Histoire et tactique de la cavalerie.

## Guerre de Crimée

### En quête de montures
Peu avant le déclenchement de la guerre de Crimée, l'armée britannique cherchait un moyen de se procurer des chevaux en Turquie. La méthode la plus simple consistait à faire venir des montures depuis la Grande-Bretagne, mais cela demandait beaucoup de temps et d'argent et risquait d'entraîner une mortalité importante parmi les bêtes. Une autre solution était d'en acheter directement au Moyen-Orient, pour peu qu'ils remplissent les critères nécessaires. Le secrétaire d'État à la Guerre, le duc de Newcastle, avait besoin d'un officier de cavalerie expérimenté pour mener à bien une telle mission. Son dévolu se porta rapidement sur Nolan dont la réputation lui était déjà connue et il le fit rayer des contrôles du 15e hussards pour le transférer comme aide de camp auprès du général Richard Airey, en date du 17 mars 1854. Doté d'un passeport spécial, Nolan se rendit à Marseille où il embarqua sur le vapeur Thabor, à destination de Constantinople.
À son arrivée en Turquie, il rencontra le vice-consul britannique Skene qui l'introduisit auprès d'Omer Pacha et lui permit de voir de près les régiments turcs. Nolan ne fut pas vraiment impressionné par ces derniers, jugeant les irréguliers incapables de résister à une charge de cavalerie russe et trouvant les chevaux trop petits. Il passa tout de même commande pour 250 montures dont il estimait qu'elles seraient utilisables par l'artillerie britannique à défaut de la cavalerie. Son rapport au général Somerset, devenu entre temps baron Raglan et commandant en chef des forces britanniques en Turquie, suggérait de se rendre en Syrie afin d'y trouver des montures de meilleure qualité. Cela lui fut accordé et il se rendit à Alexandrette le 9 mai. Lorsqu'il arriva, il découvrit que les Turcs avaient déjà achetés la plupart des chevaux destinés à l'armée au nord de la Syrie et il continua sa route, atteignant Beyrouth puis Damas. Là encore, il ne parvint pas à trouver des chevaux de qualité suffisante et il quitta la ville le 21 mai dans l'espoir d'entrer en contact avec les Bédouins. Il repartit finalement avec 292 chevaux, la plupart achetés à la tribu des `Anizzah, et rentra à Beyrouth où il prit place à bord du vapeur Trent, qui le ramena jusqu'en Turquie.

### Officier d'état-major
Nolan rejoignit les forces britanniques pour intégrer la division légère en qualité d'aide de camp du général Airey. La Royal Navy contrôlait à cette époque la mer Noire et les troupes russes étaient en train d'évacuer leurs positions en Europe de l'Est après la conclusion d'un traité avec l'Empire ottoman et l'Autriche. Malgré ce dénouement favorable, le gouvernement britannique souhaitait négocier avec les Russes en position de force. La décision fut prise d'envahir la Crimée, dans l'objectif de capturer ou de détruire la base navale russe de Sébastopol. Pour Raglan, cette opération ne tenait pas compte de la réalité du terrain car les Britanniques connaissaient mal la région et étaient dans l'ignorance aussi bien de l'état des défenses du port que des effectifs de l'armée russe, les estimations variant de 45 000 à 140 000 hommes. La zone dans laquelle devait se dérouler les combats était également assez éloignée, ce qui ne manquerait pas d'entraîner des difficultés logistiques.

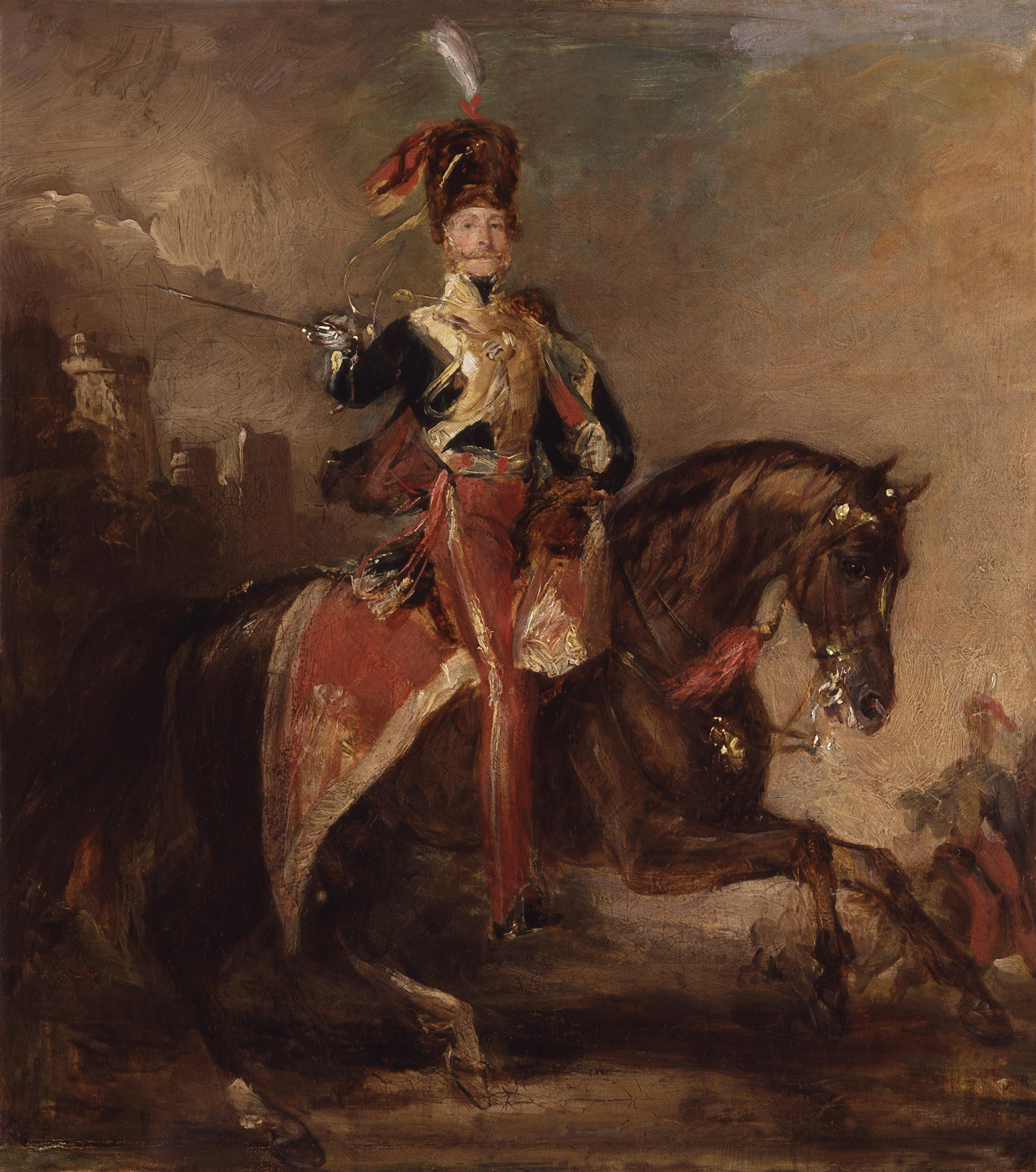
Lord Cardigan, commandant la brigade légère. Huile sur toile de Francis Grant, National Portrait Gallery, Londres.

Avec les autres officiers de l'état-major, Nolan fut chargé de planifier l'attaque. Les effectifs rassemblés étaient de 30 000 fantassins, 1 240 cavaliers et 54 canons du côté des Britanniques auxquels venaient s'ajouter 24 000 soldats français et leur artillerie, forte de 70 pièces. La cavalerie nécessitait à elle seule l'entretien de 3 379 chevaux ; toutefois, la brigade lourde n'ayant pu embarquer immédiatement en raison du manque de navires disponibles, la brigade légère constitua pendant un temps la seule unité de cavalerie de l'armée. Partie pour la Crimée le 2 septembre 1854, elle débarqua à Kalamita Bay, à environ 56 km au nord de Sébastopol. Airey affecta la brigade légère à des missions d'éclairage et de reconnaissance tandis que le débarquement de l'armée se poursuivit jusqu'au 18 septembre. Le lendemain, les forces franco-britanniques se mirent en marche vers Sébastopol, toujours en l'absence de la brigade lourde.
Le même jour, l'armée de la Coalition atteignit les rives de la rivière Bulganak, où des éclaireurs rapportèrent la présence d'un corps russe composé d'infanterie, de cosaques et d'une batterie d'artillerie légère. Les Britanniques étaient prêts à lancer l'attaque mais l'infanterie et l'artillerie russes s'étaient dissimulées dans un pli de terrain, compromettant la position de la cavalerie anglaise. Raglan préféra se retirer et envoya un détachement pour couvrir la retraite ; la contenance de cette petite troupe fit croire aux Russes que leurs adversaires disposaient d'effectifs plus importants et ils n'osèrent pas se lancer à la poursuite de la brigade légère. Le jour suivant, l'armée franco-britannique sous les ordres du maréchal Saint-Arnaud et de Lord Raglan battit les Russes à la bataille de l'Alma. Au cours de l'affrontement, Nolan fut utilisé comme messager en raison de son excellente maîtrise du français et fit souvent l'aller-retour entre les deux armées alliées. Les vainqueurs reprirent leur progression le 26 septembre et débouchèrent dans la plaine de Balaklava, à proximité de Sébastopol.

### Bataille de Balaklava
Les Britanniques avaient établi leur campement sur un plateau près de Balaklava, auquel il était possible d'accéder par deux vallées respectivement au nord et au sud et séparées par une petite colline appelée la « Haute Chaussée ». Le 17 octobre, les navires de la coalition commencèrent à bombarder les fortifications autour de Sébastopol tandis que les troupes terrestres attendaient du ravitaillement. Les défenses russes se révélèrent particulièrement solides mais il y eut tout de même quelques dégâts et l'amiral Vladimir Kornilov fut tué. Le bombardement se poursuivit tout au long du siège et continua d'infliger des dommages que les Russes s'employaient chaque nuit à réparer. Les forces alliées souhaitaient, à ce stade de la campagne, renforcer leurs positions autour de la ville et amasser une quantité suffisante de matériel en prévision d'un siège de longue durée, mais le commandant en chef russe, le prince Alexandre Menchikov, souhaitait donner une victoire au tsar à la suite de sa défaite de l'Alma. Il conçut dans ce but un plan qui visait à couper l'armée britannique du port de Balaklava, et dans un second temps de s'emparer du port lui-même. Les troupes russes se rassemblèrent le 24 octobre et donnèrent l'assaut le 25 à 7 h du matin, avec le général Gribbe sur le flanc gauche et les généraux Semiakine, Levoutsky et Scudery sur sa droite ; derrière eux se tenait en réserve le général Ryzhov qui devait intervenir en cas de difficulté. Les soldats turcs occupant les premières redoutes furent rapidement submergés et contraints à la fuite.

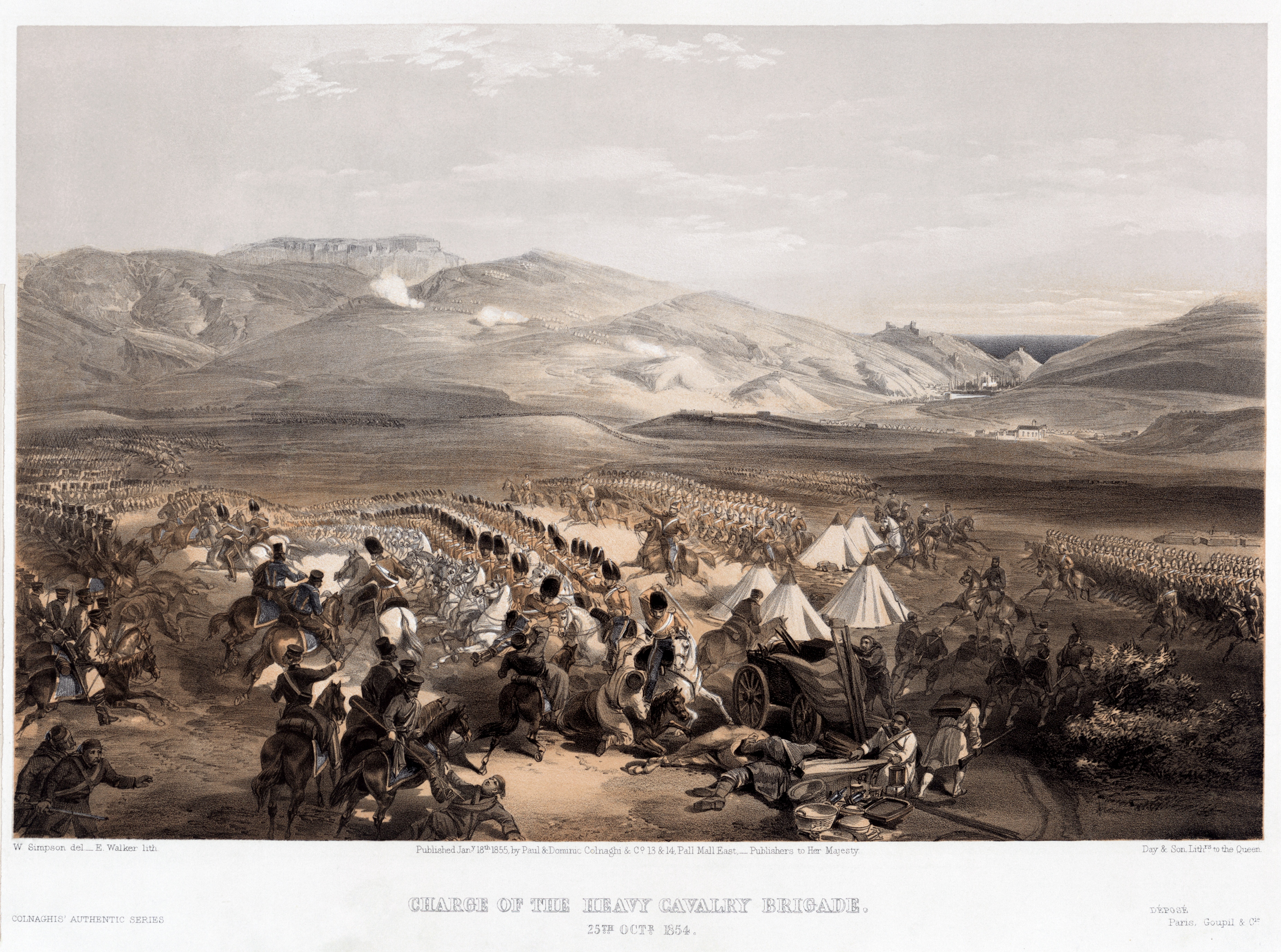
Charge de la brigade lourde à la bataille de Balaklava. Gravure de William Simpson.

À 8 h, Raglan ordonna aux brigades de cavalerie lourde et légère, sous le commandement de Lord Lucan, de se déployer à proximité de la deuxième ligne de redoutes occupée par les Turcs. Cet ordre rendit Lucan furieux car il n'y avait qu'un seul groupe de redoutes  et celui-ci venait d'être abandonné. L'exécution d'un tel mouvement priverait en outre les Turcs et les 550 soldats britanniques qui les accompagnaient d'un soutien de cavalerie pour résister à l'assaut des Russes. Malgré la formulation assez vague de l'ordre de Raglan, Lucan se résigna à obéir et déplaça la brigade légère à l'embouchure de la vallée du Nord conduisant à Balaklava, mouvement qui plaçait sa cavalerie dans une position dangereuse car il lui était impossible de détecter l'approche d'éventuelles troupes russes à moins de quinze mètres de là où elle se trouvait. Une demi-heure plus tard, alors que Raglan observait le déploiement de la cavalerie à l'entrée de la vallée, il changea d'avis et ordonna à Lucan de retourner à sa position initiale.
Dans le même temps, voulant envoyer des renforts à ses alliés turcs et à l'infanterie britannique, Raglan ordonna à Lucan de détacher quatre des cinq régiments de cavalerie de la brigade lourde sur la ligne de feu. Cela ne fit qu'accentuer la colère de Lucan, qui estimait qu'une telle dispersion de ses effectifs ne pouvait qu'affecter l'efficacité globale de sa cavalerie, mais il s'inclina à nouveau. En conséquence, la première colonne de cavalerie russe tomba sur la « mince ligne rouge » des fantassins britanniques et fut repoussée tandis que la seconde colonne, franchissant les hauteurs qui surplombaient la plaine, se heurta aux quatre régiments de la brigade lourde. Les 1 500 à 2 000 Russes furent surpris par l'apparition des 800 cavaliers britanniques de Lord Scarlett, commandant la brigade lourde, qui en profita pour les charger. À cet instant, Lucan quitta la brigade légère commandée par Lord Cardigan pour rejoindre les hommes de Scarlett.

### Charge de la brigade légère
En laissant la brigade légère sur le plateau, Lucan avait demandé à Cardigan de défendre sa position en cas d'attaque. Cardigan crut que cela signifiait qu'il ne devait pas quitter le plateau et la brigade n'intervint pas lorsque la cavalerie russe fut enfoncée par la charge de Scarlett, malgré les objections de certains officiers de la brigade légère. Cela empêcha la cavalerie britannique de poursuivre efficacement les Russes et ces derniers purent se replier par la vallée du Nord sans être inquiétés. À la suite de cet échec, les Russes décidèrent d'interrompre leur offensive, ce qui incita Raglan à tenter de reprendre les fortifications turques capturées un peu plus tôt avec deux divisions d'infanterie (1re et 4e) et la cavalerie de Lord Lucan. La 1re division avança sans encombre vers son objectif mais la progression de la 4e ne fut pas aussi rapide que prévu. Raglan, qui commençait à s'impatienter, dépêcha finalement un aide de camp auprès de Lucan avec ordre pour ses cavaliers « d'avancer et de reprendre les hauteurs à la première occasion. Ils seront soutenus par l'infanterie qui a reçu l'ordre d'avancer sur deux fronts ». Toutefois, la cavalerie ne bougea pas car Lucan préférait attendre que l'infanterie achève son mouvement avant d'attaquer.
Quarante minutes plus tard, alors que les fantassins n'étaient toujours pas arrivés sur la position ennemie, l'état-major de Raglan remarqua que des groupes d'artilleurs russes s'approchaient des fortifications afin d'emporter les canons capturés. Pour empêcher la prise de ces pièces, le commandant en chef de l'armée britannique chargea Nolan de transmettre à Lucan l'ordre suivant : 

« Lord Raglan veut que la cavalerie s'avance rapidement sur le front, poursuive l'ennemi, et l'empêche d'emporter les canons. Une troupe d'artillerie à cheval peut accompagner. La cavalerie française est à sa gauche. Sur le champ ! »

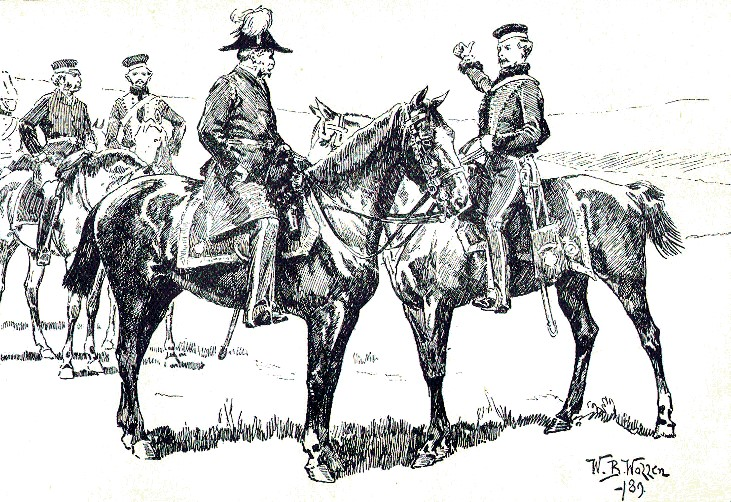
Le capitaine Nolan transmettant l'ordre à la brigade légère d'attaquer. Illustration de William Barnes Wollen, 1889.

Alors que Nolan s'éloignait au galop, Raglan lui cria : « dites à Lord Lucan que la cavalerie doit attaquer immédiatement », son quatrième ordre de la journée. Après avoir chevauché pendant environ trois quarts d'heure, Nolan atteignit Lucan et un bref mais vif dialogue s'engagea alors entre les deux hommes : à Nolan qui lui demandait d'attaquer sans plus attendre, Lucan rétorqua : « attaquer, monsieur ? Attaquer quoi ? Quels canons, monsieur ? » Nolan aurait alors répondu : « ceux-là, milord ! Voilà vos ennemis, voilà leurs canons ! » en désignant par un grand geste du bras non pas les redoutes de la Chaussée mais la batterie des cosaques du Don, établie dans la vallée du Nord à environ un kilomètre de là. Après s'être brièvement entretenu avec son commandant, Lucan ordonna à la brigade légère d'avancer. Cardigan affirma plus tard que Lucan lui avait demandé d'attaquer tout de suite, sans tenir compte de la présence de l'artillerie russe, alors que Lucan déclara pour sa part qu'il avait dit à Cardigan de rompre le combat « si aucune occasion de s'emparer de son objectif ne se présentait ».
La brigade légère s'avança donc dans la vallée, avec Cardigan en tête. Presque aussitôt, selon les témoins, Nolan se précipita en avant de la brigade, probablement parce qu'il s'était aperçu que la cavalerie ne se dirigeait pas sur le bon objectif, et passa devant Cardigan, visiblement pour tenter d'interrompre la manœuvre. Au même moment, l'artillerie russe fit feu et un éclat d'obus atteignit Nolan à la poitrine. Alors que la brigade légère poursuivait sa course, le cheval de Nolan ramena son cavalier non loin du point de départ de la charge où celui-ci tomba finalement de sa selle, mort. Le capitaine Godfrey Morgan, témoin de la scène, raconta plus tard : 

« Le premier obus éclata en l'air à une centaine de mètres de nous. Le deuxième atterrit juste devant le cheval de Nolan et explosa en touchant le sol. Nolan poussa un hurlement sauvage alors que son cheval faisait volte-face ; les bras étendus, les rênes tombés sur le cou de l'animal, il trottina dans notre direction avant de s'écrouler raide mort quelques mètres plus loin. Je ne pense pas que quiconque, à l'exception de ceux qui se trouvaient dans les premiers rangs du 17e lanciers […], a pu voir ce qui s'était passé. »

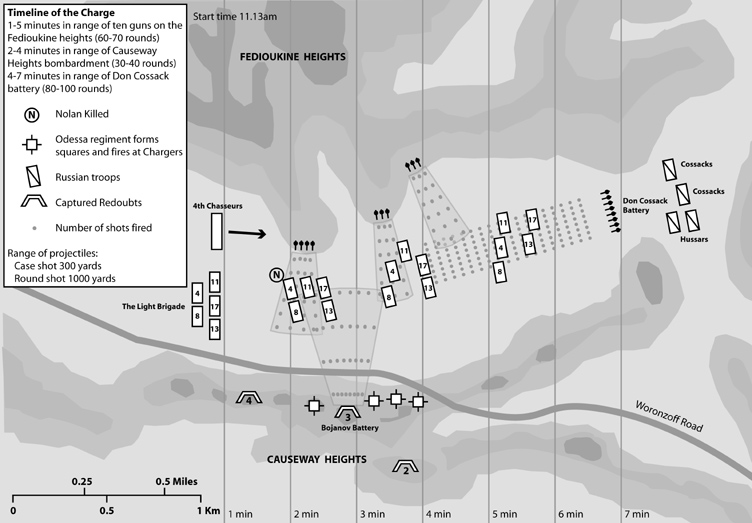
Déroulement de la charge de la brigade légère : le « N » indique l'endroit où Nolan fut tué.

Tandis que Nolan expirait, la brigade légère poursuivit sa course et se retrouva rapidement prise sous un feu intense, à tel point que Lucan, qui s'était porté en avant avec la brigade lourde, décida de rétrograder en déclarant : « ils ont sacrifié la brigade légère ; ils n'auront pas la lourde, si je puis l'éviter ». Lucan expliqua par la suite qu'il ne voyait pas l'intérêt de faire décimer une deuxième brigade et qu'il était en outre bien placé pour aider les survivants de la brigade légère lorsque ceux-ci reviendraient de leur charge. La cavalerie française, en particulier les chasseurs d'Afrique, fut plus efficace en ce qu'elle brisa la ligne russe sur la colline de Fédioukine et couvrit les survivants de la brigade légère durant leur retraite. 

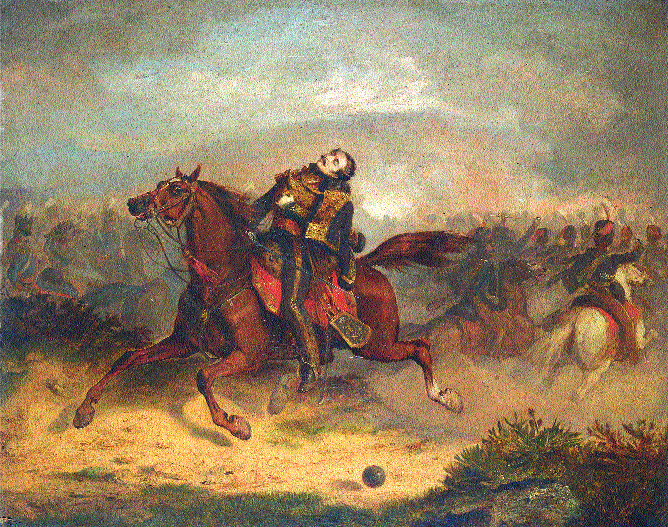
Mort du capitaine Nolan à la bataille de Balaklava, par Thomas Jones Barker.

Malgré les pertes, hussards et lanciers britanniques parvinrent à atteindre l'artillerie russe, dispersèrent les servants et refoulèrent la cavalerie adverse qui se trouvait derrière les canons jusqu'au fond de la vallée. Les cavaliers qui s'étaient lancés à la poursuite des Russes semèrent un instant la confusion chez l'ennemi mais ils furent tous tués ou capturés. Ceux restés avec les canons se replièrent tant que bien que mal jusqu'à leurs lignes, harcelés par la cavalerie russe. Au total, la brigade perdit 110 tués, 130 blessés et 58 prisonniers ou disparus, soit 40 % de pertes en 20 minutes. Apprenant la mort de Nolan, Lucan déclara : « il a eu ce qu'il méritait, la mort d'un chien ; qu'on l'enterre comme tel dans un fossé ». 
Malgré les lourdes pertes essuyées par ses hommes, Cardigan survécut à la bataille. Même si des rumeurs circulèrent par la suite sur le fait qu'il n'était pas présent sur le champ de bataille, il conduisit personnellement la charge, sans jamais regarder en arrière, et ne vit donc pas ce qui se passait derrière lui. Il arriva sur les canons russes, prit part au combat et regagna ensuite les lignes britanniques en solitaire, sans avoir pris la peine de rallier ou même de chercher à savoir ce qui était arrivé aux survivants. Cardigan affirma que ses pensées étaient alors obnubilées par sa rage contre Nolan, qu'il soupçonnait d'avoir voulu lui ravir le commandement de la charge. De retour de l'attaque, estimant avoir fait tout ce qui était en son pouvoir, il regagna son yacht amarré dans le port de Balaklava et y dîna au champagne.
En décembre 2016, une lettre écrite par le lieutenant Frederick Maxse, membre de l'état-major de Raglan à Balaklava, fut découverte à la British Library. Dans ce document, Maxse déclarait que le commandant en chef de l'armée britannique avait donné l'ordre à la brigade légère de « poursuivre l'ennemi et de l'empêcher d'emmener les canons », en fait quelques pièces d'artillerie britanniques capturées et susceptibles d'être emportées par les Russes. Chargé de porter cet ordre, Nolan, plutôt que de remettre la version manuscrite à son destinataire, transmit de vive voix les instructions à Lord Lucan de la manière suivante : « là-bas, milord ! Voilà vos ennemis, voilà vos canons ! » et ajouta le mot « attaque » quand Raglan préconisait une simple démonstration de force. L'ordre tel qu'interprété par Nolan et le geste qui l'accompagnait auraient été mal compris et seraient ainsi à l'origine du désastre. La lettre de Maxse précise également que Nolan était contrarié par le fait que la brigade légère ne s'était pas encore illustré au combat et qu'il était pour cette raison en colère contre Lucan. Nigel Kingscote, un autre officier de l'état-major de Raglan, était d'accord pour dire que la responsabilité du désastre incombait à Nolan et que celui-ci aurait été « cassé en cour martiale » s'il avait survécu.

## Héritage
Au moment de sa mort, Nolan était le dernier représentant masculin de sa famille et la branche s'éteignit avec lui. Ses amis lui érigèrent une plaque commémorative à l'église de la Sainte-Trinité de Maidstone même si sa dépouille resta en Crimée. La plupart de ses biens furent attribués au colonel Key, notamment les droits d'auteur de son livre Cavalry: Its History and Tactics, sa maison à Londres et ses intérêts dans le territoire d'Adelphi à Tobago. 
Le journaliste William Howard Russell, correspondant de guerre en Crimée, rejeta la responsabilité de la charge elle-même et de la tragédie qui en résulta sur Lucan et Nolan — le premier pour n'avoir pas accordé une importance suffisante au terrain, le second pour avoir mal compris l'ordre et l'avoir transmis de manière confuse. Raglan rejeta principalement la faute sur Lucan, qui en fut ulcéré et écrivit directement au Premier ministre pour contester les accusations de son supérieur. Estimant que Lucan était allé trop loin, le vicomte Henry Hardinge, commandant en chef de l'armée britannique, lui ordonna de quitter son poste et de retourner en Grande-Bretagne. Hardinge étant réticent à lui accorder le droit de se défendre en cour martiale, Lucan rédigea un pamphlet intitulé A Vindication of the Earl of Lucan from Lord Raglan's Reflections ainsi qu'une série de lettres adressées au Times qui révélèrent toute l'ambiguïté de l'ordre de Raglan, lequel n'était pas, selon l'auteur, « le genre d'instruction exigée par un officier sur le champ de bataille ». Lucan tint par ailleurs à souligner l'attitude autoritaire avec laquelle Nolan avait transmis son message et le fait qu'il avait insisté sur le caractère urgent de cette attaque, chose qui transparaissait clairement dans l'ordre verbal de Raglan mais pas dans l'ordre écrit. L'opinion publique se divisa sur la question, certaines personnes accusant Nolan tandis que d'autres se ralliaient à sa défense. La plupart des journaux considéraient pour leur part que Nolan n'avait été qu'un simple messager et qu'il était inconcevable qu'il ait pu détruire à lui seul la brigade légère sans défaillance de la part de Lucan. Lord Cardigan prit la défense de Nolan en déclarant que le capitaine « n'avait pas la moindre idée de la faute qui était sur le point d'être commise ». En Crimée, néanmoins, la majorité des soldats « maudirent franchement » Nolan. La controverse autour de la charge fut toutefois rapidement éclipsée par d'autres scandales et par le prolongement indéfini du siège de Sébastopol. 
Terry Brighton écrit dans son ouvrage Hell Riders : « dans les 150 ans qui se sont écoulés depuis la charge, les historiens se sont généralement mis d'accord sur le fait que la véritable faute avait été commise par Nolan. La majeure partie d'entre eux affirme qu'il n'avait pas compris l'ordre, et que lorsqu'il s'est vu demander par Lucan ce que Raglan voulait dire par là, il avait indiqué les mauvais canons ennemis et conduit la brigade légère à sa perte. Plus récemment, il a même été avancé qu'il avait délibérément donné de fausses informations à Lucan à propos des canons qui devaient être attaqués ». Brighton estime pour sa part que Raglan, Lucan et Nolan sont en tort mais que le plus gros reproche devait être adressé à Lucan. David Buttery, dans Messenger of Death, est d'accord pour dire que la responsabilité du désastre doit au moins partiellement être attribuée à Lucan pour n'avoir pas reconnu le terrain de manière appropriée. 
Nolan fut interprété au cinéma par David Hemmings dans le film de 1968 La Charge de la brigade légère. Dans ce film, Nolan est représenté comme un officier hautain et avide de gloire, mais aussi comme « un symbole de la jeunesse, de l'énergie et du professionnalisme […] désespéré […] de parvenir à réformer l'armée ».